# Liste des abbesses de la Trinité de Caen
Liste des abbesses de la Trinité de Caen, abbaye plus connue sous le nom d'abbaye aux Dames de Caen. Liste des 38 abbesses établie en 1864 par Victor Ruprich-Robert, architecte du gouvernement.

## XIesiècle
- Mathilde de Préaux (c. 1059/1066-1113)

## XIIesiècle
- Cécile Ire de Normandie (1113-1127)[2] : fille de Guillaume le Conquérant et de Mathilde de Flandre.
- Isabelle Ire de Blois (1127-1128)
- Béatrix Ire de Hugueville (1128-1141)
- Alice
- Denise d'Échauffour (1141-1160)
- Jeanne de Sablé (1182/1183-1224)

## XIIIesiècle
- Isabelle III de Crèvecœur (1223-1237)
- Julienne de Saint-Cellerin (1237-1264/1265)
- Béatrix de Sarqueux de Cambernon (1264/1265-1289)
- Amicie de Gournay (1289-1293)
- Nicole de Goulevas (1293-1334)

## XIVesiècle
- Mathilde II de Querville (1336-1340)
- Georgette Bacon du Molay (1340-1376)[3]
- Marie Ire de L’Orme (1376-1401)

## XVesiècle

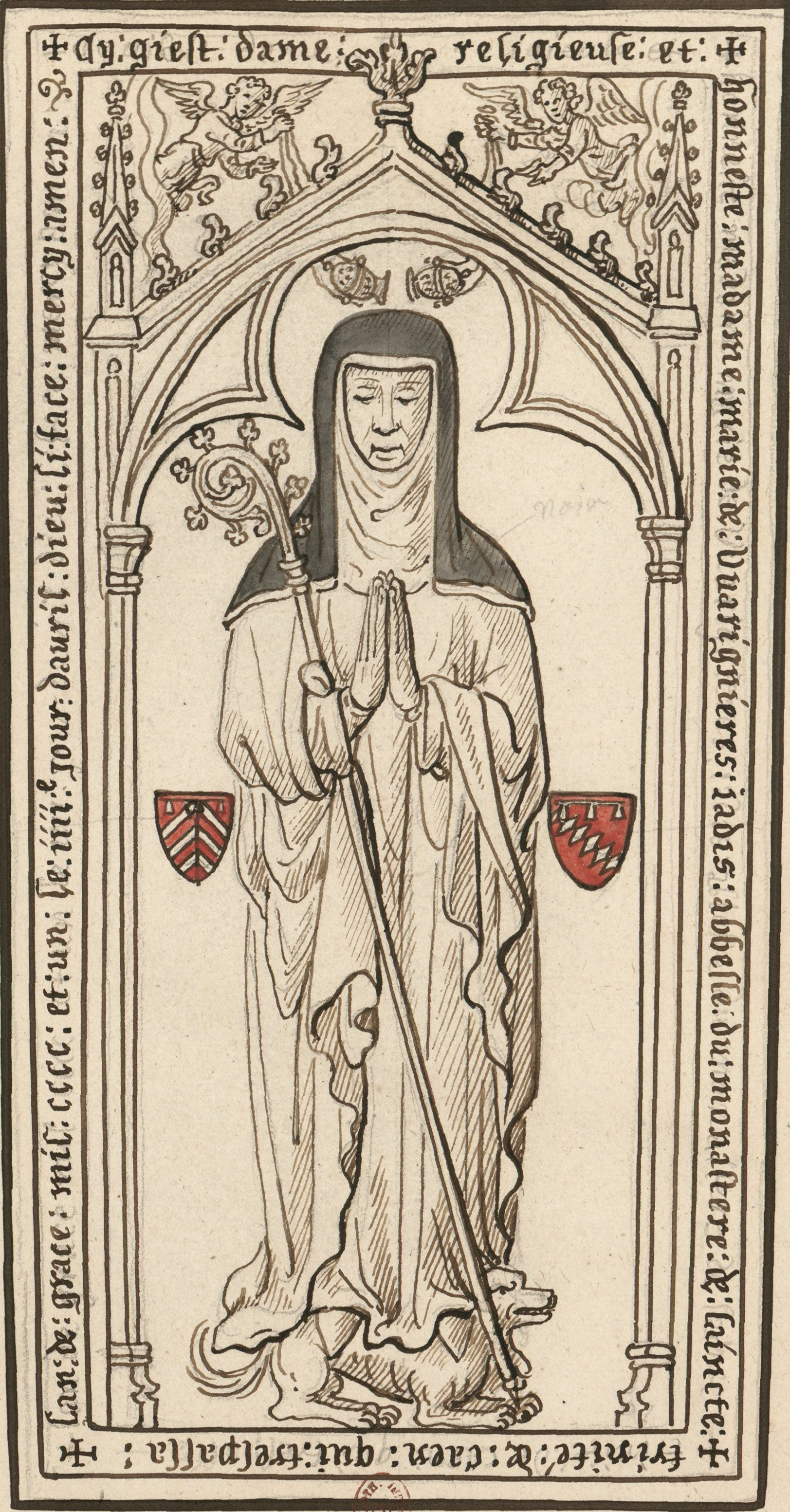
Marie de Varignières

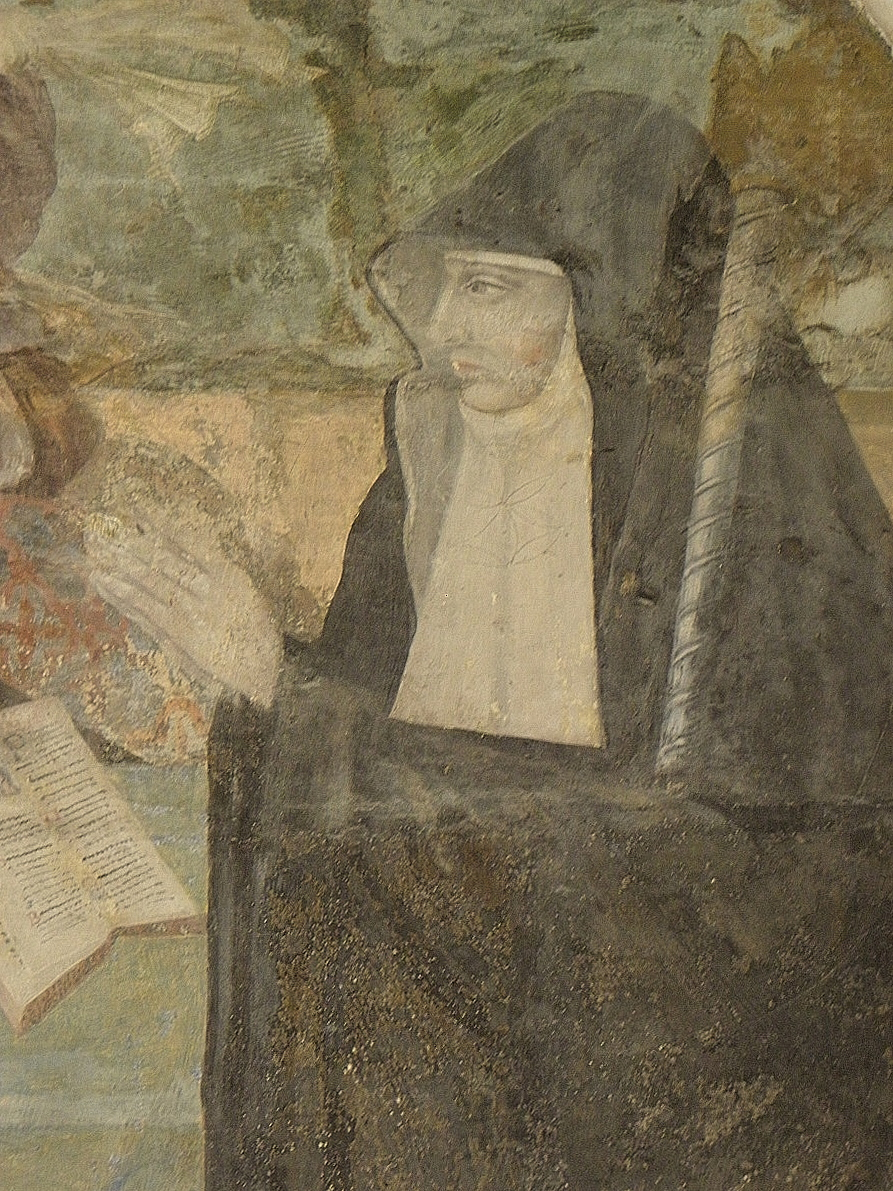
Renée de Bourbon-Vendôme.

- Marie II de Varignières (1401-1407)
- Marguerite Ire de Varignières (1407-1417)
- Nicole III de Rupalley (1417-1426)
- Marie III de Survie (1426-1434)
- Marguerite II de Thieuville de Guéhébert (1434-1441)
- Blanche d'Auberville (1441-1470)
- Catherine Ire de Blangy de Saint-Hilaire (1470-1482)
- Agnès de Thieuville de Guéhébert (1482-1491)
- Renée de Bourbon-Vendôme (1491-1505) : Fille de Jean VIII de Bourbon-Vendôme et d'Isabelle de Beauvau.

## XVIesiècle

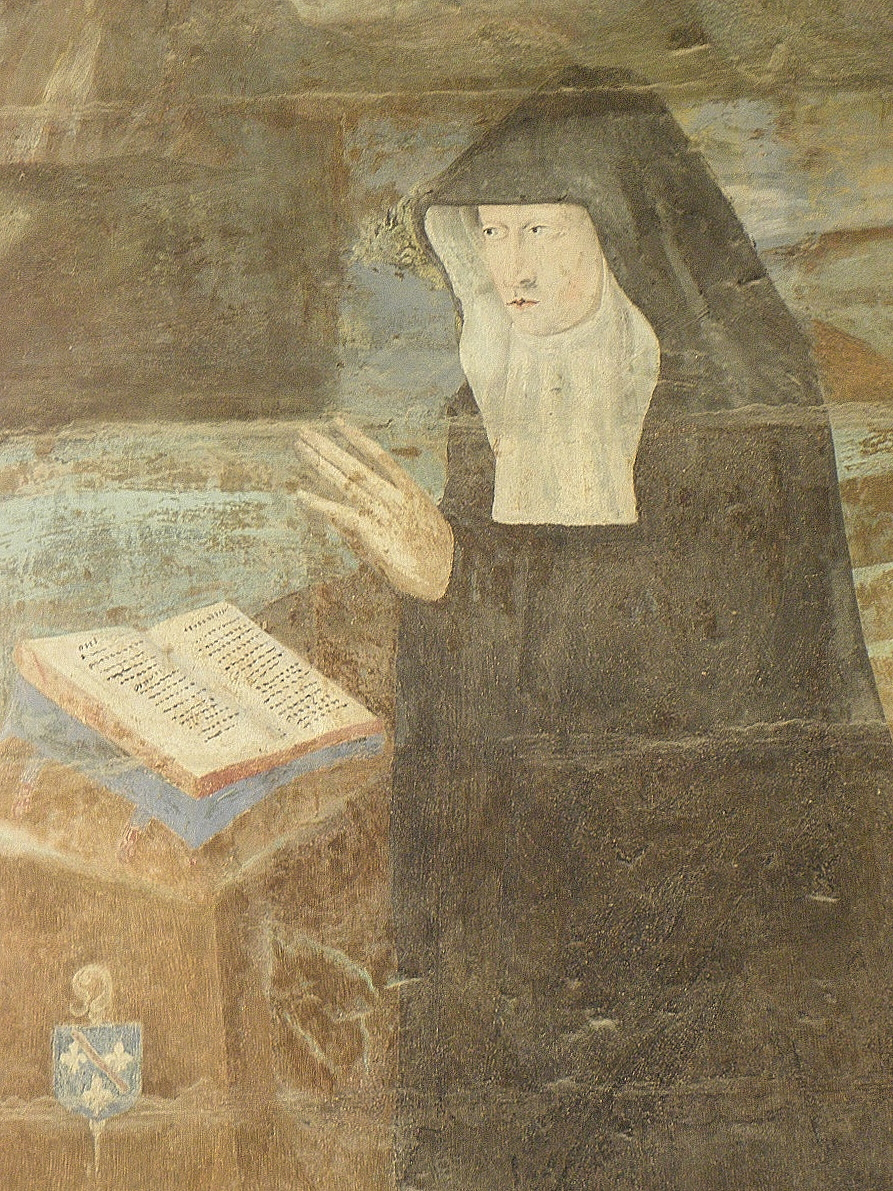
Isabelle IV de Bourbon-Vendôme.

- Isabelle IV de Bourbon-Vendôme (1505-1531) : Fille de Jean VIII de Bourbon-Vendôme et d'Isabelle de Beauvau.
- Catherine II d'Albret (1531-1532) : fille de Jean III de Navarre et de Catherine de Navarre.
- Marguerite III Le Vallois d’Escoville (1532-1539)
- Louise de Mailly (1539-1554)
- Anne Ire de Montmorency (1554-1588) : fille d'Anne de Montmorency et de Madeleine de Savoie.
- Madeleine de Montmorency (1588-1598) : fille d'Anne de Montmorency et de Madeleine de Savoie.
- Laurence de Budos (1598-1650) : Fille de Jacques de Budos et de Catherine de Clermont-Montoison, sœur de Louise de Budos.

## XVIIesiècle
- Marie IV Éléonore de Rohan-Montbazon (1650-1681) : fille d'Hercule de Rohan-Montbazon et de Marie d'Avaugour.
- Marguerite IV Henriette Gouffier de Roannais (1681-1698) : fille de Gilbert Gouffier et de Françoise de Brosse.
- Anne II Madeleine de Cochefilet de Vaucelas de Vauvineux (1698-1720)

## XVIIIesiècle
- Gabrielle-Françoise de Froulay de Tessé (1698-1720)
- Françoise de Froulay de Tessé (1720-1729)
- Marie V Anne de Scaglia de Verrue (1729-1754), fille de Jeanne-Baptiste d'Albert de Luynes[4].
- Cécile II Geneviève-Émilie de Belzunce de Castelmoron (1754-1787)
- Marie VI Aimée-Jacqueline Le Doulcet de Pontécoulant (1787-1792)